# Коломасов, Василий Максимович
Василий Максимович Коломасов (14 августа 1909, с. Мордовские Найманы Ардатовского уезда Симбирской губернии (ныне Старые Найманы Большеберезниковского района Мордовия) — 6 марта 1987, пос. Молния Мордовская АССР) — эрзянский советский писатель и поэт, драматург, переводчик. Член Союза писателей СССР (1938).

## Биография
Сын крестьянина. В 1933 году учился в Мордовской совпартшколе, затем работал литературным сотрудником редакции газеты «Эрзянь коммуна», журнала «Сятко» («Искра»), председателем колхоза «Молния», учительствовал.
Окончил заочное отделение мордовского учительского института.
Участник Великой Отечественной войны. В 1943 году был тяжело ранен и демобилизован. В 1956 году переехал жить в Саранск, работал в Мордовском книжном издательстве. Последние годы жизни (1970—1987) провёл в поселке Молния.

## Творчество
Дебютировал как поэт в 1931 году.
Вошел в литературу как прозаик и драматург. Юмористическая манера письма выявилась уже в его первых прозаических произведениях — рассказе «Прокопыч» (1935) и повести «Яхим Лавгинов» (1936), из которых вырос основной труд писателя — роман «Лавгинов» (1941—1956). Главная тема романа — коллективизация мордовской деревни, перевоспитание крестьянина в колхозном коллективе. Имя героя романа стало нарицательным в Мордовии. Роман по праву вошел в золотой фонд мордовской литературы. В 1962 году «Лавгинов» был инсценирован и показан по телевидению. Роман издан и на русском языке (1959) в переводе писателя Л. Елисеева.

## Избранные произведения
- «Яхим Лавгинов» (повесть, 1936)
- «Прокопыч» (пьеса 1940)
- «Норовава» (Драма, 1945. В 1946 поставлена на сцене Мордовского драматического театра.)
- «Каракужонь свадьба» (пьеса «Свадьба в Каракужах», 1960)
- «Пайстомо пиштяка» (рассказ «Несчастный», 1956),
- «Кавто церынеть» (рассказ «Два мальчика», 1957),
- «Телень ки» (рассказ «Зимняя дорога», 1984) и др.

Известен как переводчик на эрзянский язык произведений болгарских писателей, комедии Н. В. Гоголя «Ревизор», ряда стихов Г. Гейне, рассказа М. Шолохова «Судьба человека» и др.